# Schiztobracon latilobatus
Schiztobracon latilobatus är en stekelart som beskrevs av Cameron 1909. Schiztobracon latilobatus ingår i släktet Schiztobracon och familjen bracksteklar. Inga underarter finns listade i Catalogue of Life.